# Lista de jogos eletrônicos da THQ Nordic
Fundada em 2011, THQ Nordic é uma publicadora de jogos eletrônicos com sede em Viena que age como o braço principal de publicação da sociedade holding sueca Embracer Group. A THQ Nordic GmbH, originalmente Nordic Games GmbH, mudou seu nome para THQ Nordic em 2016 para melhor refletir seu portfólio de jogos. A empresa publica jogos originais, bem como portes e remasterizações de propriedades intelectuais mais antigas que ela adquiriu.

## Jogos publicados
| Ano  | Título                                                       | Plataforma(s) | Desenvolvedora(s)                           | Ref.    |
| ---- | ------------------------------------------------------------ | --- | ------------------------------------------- | ------- |
| 2011 | Arcania: Fall of Setarrif                                    | Windows | Spellbound Entertainment                    | [ 1 ]   |
| 2012 | Painkiller: Recurring Evil                                   | Windows | Studio Med-Art                              | [ 2 ]   |
| 2012 | The Book of Unwritten Tales                                  | Linux macOS Windows | King Art Games                              | [ 3 ]   |
| 2012 | SpellForce 2: Faith in Destiny                               | Windows | Mind Over Matter Studios                    | [ 4 ]   |
| 2012 | Mystery Series: A Vampire Tale                               | macOS Windows iOS [ a ] | SC Quantic Lab                              | [ 6 ]   |
| 2012 | Dungeon Lords: MMXII                                         | Windows | Heuristic Park                              | [ 7 ]   |
| 2012 | Painkiller: Hell & Damnation                                 | Windows PlayStation 3 [ b ] Xbox 360 [ c ] Linux [ d ] macOS [ e ]                                                            | The Farm 51                                 | [ 10 ]  |
| 2012 | The Book of Unwritten Tales: The Critter Chronicles          | Linux macOS Windows | King Art Games                              | [ 11 ]  |
| 2013 | The Raven - Episode 1: The Eye of the Sphinx                 | Xbox 360 | King Art Games                              | [ 12 ]  |
| 2013 | The Raven - Episode 2: Ancestry of Lies                      | Xbox 360 | King Art Games                              | [ 13 ]  |
| 2013 | The Raven - Episode 3: A Murder of Ravens                    | Xbox 360 | King Art Games                              | [ 14 ]  |
| 2013 | The Raven: Legacy of a Master Thief                          | Linux macOS Windows PlayStation 3 [ f ]                                                                                       | King Art Games                              | [ 16 ]  |
| 2013 | Battle Worlds: Kronos                                        | Linux macOS Windows PlayStation 4 [ g ] Xbox One [ h ] Nintendo Switch [ i ]                                                  | King Art Games                              | [ 19 ]  |
| 2013 | Deadfall Adventures                                          | Windows Xbox 360 Linux | The Farm 51                                 | -       |
| 2014 | SpellForce 2: Demons of the Past                             | Windows | Mind Over Matter Studios                    | [ 22 ]  |
| 2014 | MX vs. ATV: Supercross                                       | PlayStation 3 Xbox 360 | Rainbow Studios                             | [ 23 ]  |
| 2015 | The Book of Unwritten Tales 2                                | Linux macOS Windows PlayStation 3 PlayStation 4 Xbox 360 Xbox One Wii U [ j ] Nintendo Switch [ k ]                           | King Art Games                              | [ 26 ]  |
| 2015 | Shadowrun Chronicles: Boston Lockdown                        | Linux macOS Windows | Cliffhanger Productions                     | [ 27 ]  |
| 2015 | Legend of Kay: Anniversary                                   | macOS Windows PlayStation 3 Xbox 360 PlayStation 4 Wii U Nintendo Switch [ l ]                                                | Kaiko                                       | [ 29 ]  |
| 2015 | MX vs. ATV Supercross Encore                                 | Windows PlayStation 4 Xbox One [ m ]                                                                                          | Rainbow Studios                             | -       |
| 2015 | Darksiders II: Deathinitive Edition                          | PlayStation 4 Xbox One Windows Nintendo Switch [ o ] Stadia [ p ]                                                             | Gunfire Games                               | -       |
| 2016 | This Is the Police                                           | Linux Windows macOS PlayStation 4 [ q ] Xbox One [ r ] Nintendo Switch [ s ]                                                  | Weappy                                      | [ 40 ]  |
| 2016 | Titan Quest: Anniversary Edition                             | Windows | Black Forest Games                          | [ 41 ]  |
| 2016 | Darksiders: Warmastered Edition                              | PlayStation 4 Xbox One Windows Wii U [ t ] Nintendo Switch [ u ] GeForce Now [ v ]                                            | Kaiko                                       | [ 45 ]  |
| 2016 | We Sing                                                      | PlayStation 4 | Le Cortex                                   | [ 46 ]  |
| 2017 | de Blob                                                      | Windows PlayStation 4 Xbox One Nintendo Switch [ w ]                                                                          | BlitWorks                                   | -       |
| 2017 | Lock's Quest                                                 | Linux macOS Windows PlayStation 4 Xbox One                                                                                    | Digital Continue                            | [ 50 ]  |
| 2017 | Neighbours from Hell: Season One                             | Android iOS | Big Moon Entertainment                      | -       |
| 2017 | de Blob 2                                                    | Windows PlayStation 4 [ x ] Xbox One [ y ] Nintendo Switch [ z ]                                                              | BlitWorks                                   | [ 55 ]  |
| 2017 | Sine Mora EX                                                 | Windows PlayStation 4 Xbox One Nintendo Switch                                                                                | Digital Reality                             | -       |
| 2017 | Snipers vs. Thieves                                          | Android iOS | Foxglove Studios                            | [ 58 ]  |
| 2017 | Puzzle Pests                                                 | Android iOS | Foxglove Studios                            | [ 59 ]  |
| 2017 | Baja: Edge of Control HD                                     | Windows PlayStation 4 Xbox One                                                                                                | 2XL Games                                   | [ 61 ]  |
| 2017 | Battle Chasers: Nightwar                                     | macOS Windows PlayStation 4 Xbox One Nintendo Switch [ ab ] Linux [ ac ]                                                      | Airship Syndicate                           | [ 64 ]  |
| 2017 | ELEX                                                         | Windows PlayStation 4 Xbox One                                                                                                | Piranha Bytes                               | [ 65 ]  |
| 2017 | We Sing: Pop                                                 | PlayStation 4 Xbox One | Le Cortex                                   | [ 66 ]  |
| 2017 | The Muscle Hustle                                            | Android iOS | Foxglove Studios                            | -       |
| 2017 | Sphinx and the Cursed Mummy                                  | Linux macOS Windows Nintendo Switch [ ad ]                                                                                    | Eurocom Developments                        | [ 70 ]  |
| 2017 | Titan Quest: Ragnarök                                        | Windows PlayStation 4 [ ae ] Xbox One [ af ] Nintendo Switch [ ag ]                                                           | Pieces Interactive                          | [ 73 ]  |
| 2017 | Black Mirror                                                 | Linux macOS Windows PlayStation 4 Xbox One                                                                                    | King Art Games                              | [ 74 ]  |
| 2017 | SpellForce 3                                                 | Windows | Grimlore Games                              | [ 75 ]  |
| 2018 | Rad Rodgers                                                  | Windows PlayStation 4 Xbox One                                                                                                | Slipgate Studios 3D Realms                  | [ 76 ]  |
| 2018 | The Raven Remastered                                         | Linux macOS Windows PlayStation 4 Xbox One Nintendo Switch [ ah ]                                                             | King Art Games                              | [ 78 ]  |
| 2018 | Titan Quest                                                  | PlayStation 4 Xbox One Nintendo Switch                                                                                        | Black Forest Games                          | [ 79 ]  |
| 2018 | MX vs. ATV: All Out                                          | Windows PlayStation 4 Xbox One Nintendo Switch [ ai ]                                                                         | Rainbow Studios                             | [ 81 ]  |
| 2018 | Wreckfest                                                    | Windows PlayStation 4 [ aj ] Xbox One [ ak ] PlayStation 5 [ al ] Xbox Series X/S [ am ] Stadia [ an ] Nintendo Switch [ ao ] | Bugbear Entertainment                       | [ 86 ]  |
| 2018 | Red Faction: Guerrilla – Re-Mars-tered                       | Windows PlayStation 4 Xbox One Nintendo Switch [ ap ]                                                                         | Kaiko                                       | [ 88 ]  |
| 2018 | This Is the Police 2                                         | Linux macOS Windows Nintendo Switch PlayStation 4 Xbox One                                                                    | Weappy                                      | -       |
| 2018 | Darksiders III                                               | Windows PlayStation 4 Xbox One Nintendo Switch [ aq ]                                                                         | Gunfire Games                               | [ 92 ]  |
| 2018 | Jagged Alliance: Rage!                                       | Windows PlayStation 4 Xbox One                                                                                                | Cliffhanger Productions                     | [ 93 ]  |
| 2019 | Darksiders III: The Crucible                                 | Windows PlayStation 4 Xbox One                                                                                                | Gunfire Games                               | [ 94 ]  |
| 2019 | Fade to Silence                                              | Windows PlayStation 4 Xbox One                                                                                                | Black Forest Games Ringtail Studios Estonia | [ 95 ]  |
| 2019 | Titan Quest: Atlantis                                        | Windows PlayStation 4 [ ar ] Xbox One [ as ] Nintendo Switch [ at ]                                                           | Pieces Interactive                          | [ 97 ]  |
| 2019 | SpellForce 3: Soul Harvest                                   | Windows | Grimlore Games                              | [ 98 ]  |
| 2019 | Monster Jam: Steel Titans                                    | Windows PlayStation 4 Xbox One Nintendo Switch Stadia [ au ]                                                                  | Rainbow Studios                             | -       |
| 2019 | Darksiders III: Keepers of the Void                          | Windows PlayStation 4 Xbox One                                                                                                | Gunfire Games                               | [ 102 ] |
| 2019 | Rebel Cops                                                   | Windows Nintendo Switch PlayStation 4 Xbox One                                                                                | Weappy                                      | [ 103 ] |
| 2019 | Monkey King: Hero is Back                                    | Windows PlayStation 4 | HexaDrive DEC Virtuos                       | [ 104 ] |
| 2019 | Monkey King: Hero is Back - Uproar in Heaven                 | Windows PlayStation 4 | HexaDrive                                   | [ 105 ] |
| 2019 | Darksiders Genesis                                           | Stadia Windows Nintendo Switch [ av ] PlayStation 4 [ aw ] Xbox One [ ax ]                                                    | Airship Syndicate                           | [ 106 ] |
| 2019 | Monkey King: Hero is Back - Mind Palace                      | Windows PlayStation 4 | HexaDrive                                   | [ 107 ] |
| 2020 | DCL - The Game                                               | Windows PlayStation 4 Xbox One                                                                                                | Climax Studios                              | [ 108 ] |
| 2020 | Desperados III                                               | Windows PlayStation 4 Xbox One                                                                                                | Mimimi Games                                | [ 109 ] |
| 2020 | SpongeBob SquarePants: Battle for Bikini Bottom - Rehydrated | Windows Nintendo Switch PlayStation 4 Xbox One Stadia                                                                         | Purple Lamp Studios                         | -       |
| 2020 | Destroy All Humans!                                          | Windows PlayStation 4 Xbox One Stadia Nintendo Switch [ ay ]                                                                  | Black Forest Games                          | -       |
| 2020 | Kingdoms of Amalur: Re-Reckoning                             | Windows PlayStation 4 Xbox One Nintendo Switch [ az ]                                                                         | Kaiko                                       | [ 115 ] |
| 2020 | AquaNox: Deep Descent                                        | Windows | Digital Arrow                               | [ 116 ] |
| 2020 | SpellForce 3: Fallen God                                     | Windows | Grimlore Games                              | [ 117 ] |
| 2020 | SpellForce 3: Versus Edition                                 | Windows | Grimlore Games                              | [ 117 ] |
| 2020 | Chronos: Before the Ashes                                    | Stadia Windows Nintendo Switch PlayStation 4 Xbox One                                                                         | Gunfire Games                               | [ 118 ] |
| 2021 | Monster Jam: Steel Titans 2                                  | Stadia Windows Nintendo Switch PlayStation 4 Xbox One                                                                         | Rainbow Studios                             | [ 119 ] |
| 2021 | Biomutant                                                    | Windows PlayStation 4 Xbox One PlayStation 5 [ ba ] Xbox Series X/S [ bb ] Nintendo Switch [ bc ]                             | Experiment 101                              | [ 122 ] |
| 2021 | We Are Football                                              | Windows | Winning Streak Games                        | [ 123 ] |
| 2021 | Comanche                                                     | Windows | Ashborne Games                              | [ 124 ] |
| 2021 | Titan Quest: Eternal Embers                                  | Windows | Digital Arrow                               | [ 125 ] |
| 2021 | This Is the President                                        | Windows Linux macOS | Super PAC                                   | [ 126 ] |
| 2021 | Kingdoms of Amalur: Re-Reckoning – Fatesworn                 | Windows PlayStation 4 Xbox One                                                                                                | Kaiko                                       | [ 115 ] |
| 2022 | Expeditions: Rome                                            | Windows | Logic Artists                               | [ 127 ] |
| 2022 | ELEX II                                                      | Windows PlayStation 4 PlayStation 5 Xbox One Xbox Series X/S GeForce Now                                                      | Piranha Bytes                               | -       |
| 2022 | Destroy All Humans!: Clone Carnage                           | Windows PlayStation 4 Xbox One                                                                                                | Black Forest Games                          | [ 130 ] |
| 2022 | SpellForce 3: Reforced                                       | PlayStation 4 PlayStation 5 Xbox One Xbox Series X/S                                                                          | BlitWorks                                   | [ 131 ] |
| 2022 | SpellForce 3: Reforced – Fallen God                          | PlayStation 4 PlayStation 5 Xbox One Xbox Series X/S                                                                          | BlitWorks                                   | [ 131 ] |
| 2022 | SpellForce 3: Reforced – Soul Harvest                        | PlayStation 4 PlayStation 5 Xbox One Xbox Series X/S                                                                          | BlitWorks                                   | [ 131 ] |
| 2022 | The Guild 3                                                  | Windows GeForce Now | Purple Lamp Studios                         | [ 132 ] |
| 2022 | MX vs. ATV Legends                                           | Windows PlayStation 4 PlayStation 5 Xbox One Xbox Series X/S                                                                  | Rainbow Studios                             | [ 133 ] |
| 2022 | MX vs. ATV Legends: 2022 AMA Pro Motocross Championship      | Windows PlayStation 4 PlayStation 5 Xbox One Xbox Series X/S                                                                  | Rainbow Studios                             | [ 134 ] |
| 2022 | Way of the Hunter                                            | Windows PlayStation 5 Xbox Series X/S                                                                                         | Nine Rocks Games                            | [ 135 ] |
| 2022 | Destroy All Humans! 2: Reprobed                              | Windows PlayStation 5 Xbox Series X/S PlayStation 4 [ bd ] Xbox One [ be ]                                                    | Black Forest Games                          | [ 137 ] |
| 2022 | SuperPower 3                                                 | Windows | GolemLabs                                   | [ 138 ] |
| 2022 | The Valiant                                                  | Windows | Kite Games                                  | [ 139 ] |
| 2022 | MX vs. ATV Legends: Supercross World Tour                    | Windows PlayStation 4 PlayStation 5 Xbox One Xbox Series X/S                                                                  | Rainbow Studios                             | [ 140 ] |
| 2022 | We Are Football: National Teams                              | Windows | Winning Streak Games                        | [ 141 ] |
| 2022 | Knights of Honor II: Sovereign                               | Windows | Black Sea Games                             | [ 142 ] |
| 2023 | Risen                                                        | Nintendo Switch PlayStation 4 Xbox One                                                                                        | Piranha Bytes                               | [ 143 ] |
| 2023 | SpongeBob SquarePants: The Cosmic Shake                      | Windows Nintendo Switch PlayStation 4 PlayStation 5 Xbox One Xbox Series X/S iOS Android                                      | Purple Lamp Studios                         | -       |
| 2023 | SpellForce: Conquest of Eo                                   | Windows | Owned by Gravity                            | [ 147 ] |
| 2023 | Jected - Rivals                                              | Windows | Pow Wow Entertainment                       | [ 148 ] |
| 2023 | AEW Fight Forever                                            | Windows Nintendo Switch PlayStation 4 PlayStation 5 Xbox One Xbox Series X/S                                                  | Yuke's                                      | [ 149 ] |
| 2023 | Jagged Alliance 3                                            | Windows PlayStation 4 PlayStation 5 Xbox One Xbox Series X/S                                                                  | Haemimont Games                             | -       |
| 2023 | Trine 5: A Clockwork Conspiracy                              | Windows Nintendo Switch PlayStation 4 PlayStation 5 Xbox One Xbox Series X/S                                                  | Frozenbyte                                  | [ 152 ] |
| 2023 | Last Train Home                                              | Windows | Ashborne Games                              | [ 153 ] |
| 2024 | Outcast: A New Beginning                                     | Windows PlayStation 5 Xbox Series X/S                                                                                         | Appeal Studios                              | [ 154 ] |
| 2024 | Alone in the Dark                                            | Windows PlayStation 5 Xbox Series X/S                                                                                         | Pieces Interactive                          | [ 155 ] |
| 2024 | South Park: Snow Day!                                        | Windows Nintendo Switch PlayStation 5 Xbox Series X/S                                                                         | Question South Park Digital Studios         | [ 156 ] |
| 2024 | Epic Mickey: Rebrushed                                       | Windows Nintendo Switch PlayStation 4 PlayStation 5 Xbox One Xbox Series X/S                                                  | Purple Lamp Studios                         | [ 157 ] |
| ASA  | Project: Minerva                                             | ASA | Grimlore Games                              | [ 158 ] |
| ASA  | Space for Sale                                               | Windows | Mirage Game Studios                         | [ 159 ] |
| ASA  | Tempest Rising                                               | Windows | Slipgate Ironworks 3D Realms 2B Games       | [ 160 ] |
| ASA  | Titan Quest II                                               | Windows PlayStation 5 Xbox Series X/S                                                                                         | Grimlore Games                              | [ 161 ] |
| ASA  | Wreckreation                                                 | Windows PlayStation 4 PlayStation 5 Xbox One Xbox Series X/S                                                                  | Three Fields Entertainment                  | [ 162 ] |

## Jogos distribuídos
| Ano  | Título                                      | Plataforma(s)                              | Desenvolvedora(s)                                             | Ref.    |
| ---- | ------------------------------------------- | ------------------------------------------ | ------------------------------------------------------------- | ------- |
| 2011 | Rochard                                     | Windows                                    | Recoil Games                                                  | [ 163 ] |
| 2011 | Aura Collection                             | Windows                                    | Streko Graphics                                               | [ 164 ] |
| 2011 | AquaNox Collection                          | Windows                                    | Massive Development                                           | [ 165 ] |
| 2011 | Painkiller Collection                       | Windows                                    | People Can Fly Mindware Studios Eggtooth Team Homegrown Games | [ 166 ] |
| 2011 | Panzer Elite Collection                     | Windows                                    | ZootFly Wings Simulations                                     | [ 167 ] |
| 2012 | Alan Wake                                   | Windows                                    | Remedy Entertainment                                          | [ 168 ] |
| 2012 | Death Rally                                 | Windows                                    | Remedy Entertainment                                          | [ 169 ] |
| 2012 | Gothic Complete Collection                  | Windows                                    | Piranha Bytes                                                 | [ 170 ] |
| 2012 | Gothic 3 Enhanced Gold Edition              | Windows                                    | Piranha Bytes                                                 | [ 170 ] |
| 2012 | The Guild Complete Collection               | Windows                                    | 4HEAD Studios                                                 | [ 171 ] |
| 2012 | Alan Wake's American Nightmare              | Windows                                    | Nitro Games                                                   | [ 172 ] |
| 2013 | Jack Keane 2: The Fire Within               | Windows                                    | Deck13 Interactive                                            | [ 173 ] |
| 2013 | Neighbours from Hell Compilation            | Windows                                    | JoWood Vienna                                                 | [ 174 ] |
| 2014 | Legend of Kay                               | PlayStation 3                              | Neon Software                                                 | [ 175 ] |
| 2014 | Red Faction Collection                      | Windows PlayStation 3                      | Volition, Inc. Outrage Games                                  | [ 176 ] |
| 2014 | Darksiders Collection                       | Windows PlayStation 3 Xbox 360             | Gunfire Games                                                 | [ 176 ] |
| 2014 | Summoner                                    | Windows                                    | Volition, Inc.                                                | [ 177 ] |
| 2014 | SuperPower 2: Steam Edition                 | Windows                                    | GolemLabs                                                     | [ 178 ] |
| 2014 | Costume Quest                               | Linux macOS Windows                        | Double Fine Productions                                       | [ 179 ] |
| 2014 | Psychonauts                                 | Linux macOS Windows                        | Double Fine Productions                                       | [ 179 ] |
| 2014 | Stacking                                    | Linux macOS Windows                        | Double Fine Productions                                       | [ 179 ] |
| 2014 | Railroad Pioneer                            | Windows                                    | Kritzelkratz 3000                                             | [ 180 ] |
| 2014 | The Black Mirror                            | Windows                                    | Future Games Unknown Identity                                 | [ 181 ] |
| 2014 | Black Mirror II: Reigning Evil              | Windows                                    | Cranberry Productions King Art Games                          | [ 182 ] |
| 2014 | Planetary Annihilation                      | Linux macOS Windows                        | Uber Entertainment                                            | [ 183 ] |
| 2014 | The Vanishing of Ethan Carter               | Windows                                    | The Astronauts                                                | [ 184 ] |
| 2014 | Jagged Alliance: Flashback                  | Linux macOS Windows                        | Full Control                                                  | [ 185 ] |
| 2014 | Syberia                                     | PlayStation 3                              | Microïds                                                      | [ 186 ] |
| 2015 | FreakOut: Extreme Freeride                  | Windows                                    | Coldwood Interactive                                          | [ 187 ] |
| 2015 | The Moment of Silence                       | Windows                                    | House of Tales                                                | [ 188 ] |
| 2015 | 15 Days                                     | Windows                                    | House of Tales                                                | [ 189 ] |
| 2015 | Syberia Collection                          | PlayStation 3                              | Microïds                                                      | [ 190 ] |
| 2015 | Overclocked: A History of Violence          | Windows                                    | House of Tales                                                | [ 191 ] |
| 2015 | The Mystery of the Druids                   | Windows                                    | House of Tales                                                | [ 192 ] |
| 2015 | MX vs ATV: Unleashed                        | Windows                                    | Rainbow Studios                                               | [ 193 ] |
| 2015 | Broken Age                                  | Linux macOS Windows                        | Double Fine Productions                                       | [ 194 ] |
| 2015 | Black Mirror III: Final Fear                | Windows                                    | Cranberry Productions                                         | [ 195 ] |
| 2015 | Pax Imperia: Eminent Domain                 | Windows                                    | Heliotrope Studios                                            | [ 196 ] |
| 2015 | Impossible Creatures                        | Windows                                    | Relic Entertainment                                           | [ 197 ] |
| 2015 | Impossible Creatures: Insect Invasion       | Windows                                    | Relic Entertainment                                           | [ 198 ] |
| 2016 | Men of Valor                                | Windows                                    | 2015                                                          | [ 199 ] |
| 2016 | Codename: Panzers – Phase One               | Windows                                    | Stormregion                                                   | [ 200 ] |
| 2016 | Codename: Panzers – Phase Two               | Windows                                    | Stormregion                                                   | [ 201 ] |
| 2016 | Quantum Break                               | Windows                                    | Remedy Entertainment                                          | [ 202 ] |
| 2016 | Warhammer: End Times – Vermintide           | Windows                                    | Fatshark                                                      | [ 203 ] |
| 2016 | Destroy All Humans!                         | PlayStation 4                              | Pandemic Studios Australia                                    | [ 204 ] |
| 2016 | Ori and the Blind Forest                    | Windows                                    | Moon Studios                                                  | [ 205 ] |
| 2016 | Super Dungeon Bros                          | Linux macOS Windows PlayStation 4 Xbox One | React! Games                                                  | [ 206 ] |
| 2016 | Destroy All Humans! 2                       | PlayStation 4                              | Pandemic Studios Australia                                    | [ 207 ] |
| 2016 | Red Faction                                 | PlayStation 4                              | Volition, Inc.                                                | [ 208 ] |
| 2016 | The Dwarves                                 | Linux macOS Windows PlayStation 4 Xbox One | King Art Games                                                | [ 209 ] |
| 2016 | Imperium Galactica                          | Windows                                    | Digital Reality Software                                      | [ 210 ] |
| 2016 | Imperium Galactica II: Alliances            | Windows                                    | Digital Reality Software                                      | [ 210 ] |
| 2017 | Tachyon: The Fringe                         | Windows                                    | NovaLogic                                                     | [ 211 ] |
| 2017 | Halo Wars 2                                 | Windows                                    | 343 Industries Creative Assembly                              | [ 212 ] |
| 2017 | Silver                                      | Linux macOS Windows                        | Spiral House                                                  | [ 213 ] |
| 2017 | The Town of Light                           | PlayStation 4 Xbox One                     | LKA                                                           | [ 214 ] |
| 2017 | Victor Vran: Overkill Edition               | PlayStation 4 Xbox One                     | Haemimont Games                                               | [ 215 ] |
| 2017 | Red Faction II                              | PlayStation 4 Xbox One                     | Volition, Inc.                                                | [ 216 ] |
| 2017 | The Hunter: Call of the Wild                | Windows PlayStation 4 Xbox One             | Expansive Worlds                                              | [ 217 ] |
| 2017 | Helldorado                                  | Windows                                    | Spellbound Entertainment                                      | [ 218 ] |
| 2018 | Pillars of Eternity II: Deadfire            | Linux macOS Windows                        | Obsidian Entertainment                                        | [ 219 ] |
| 2018 | Desperados: Wanted Dead or Alive            | Linux                                      | Spellbound Entertainment                                      | [ 220 ] |
| 2018 | Disneyland Adventures                       | Windows                                    | Frontier Developments Asobo Studio                            | [ 221 ] |
| 2018 | ReCore: Definitive Edition                  | Windows                                    | Armature Studio Comcept                                       | [ 221 ] |
| 2018 | Rush: A Disney–Pixar Adventure              | Windows                                    | Asobo Studio                                                  | [ 221 ] |
| 2018 | Super Lucky's Tale                          | Windows                                    | Playful Corporation                                           | [ 221 ] |
| 2018 | Zoo Tycoon: Ultimate Animal Collection      | Windows                                    | Frontier Developments Asobo Studio                            | [ 221 ] |
| 2018 | Broken Sword 5: The Serpent's Curse         | Nintendo Switch                            | Revolution Software                                           | [ 222 ] |
| 2018 | The Hunter: Call of the Wild – 2019 Edition | Windows PlayStation 4 Xbox One             | Expansive Worlds                                              | [ 217 ] |
| 2018 | 8 to Glory                                  | PlayStation 4 Xbox One                     | Three Gates                                                   | [ 223 ] |
| 2018 | Sunset Overdrive                            | Windows                                    | Insomniac Games                                               | [ 224 ] |
| 2019 | Generation Zero                             | Windows PlayStation 4 Xbox One             | Avalanche Studios                                             | [ 225 ] |
| 2020 | Pillars of Eternity II: Deadfire            | PlayStation 4 Xbox One                     | Obsidian Entertainment                                        | [ 226 ] |
| 2020 | Remnant: From the Ashes                     | Windows PlayStation 4 Xbox One             | Gunfire Games                                                 | [ 227 ] |
| 2022 | Pillars of Eternity II: Deadfire            | Nintendo Switch                            | Obsidian Entertainment                                        | [ 228 ] |
| 2023 | Remnant 2                                   | Windows PlayStation 5 Xbox Series X/S      | Gunfire Games                                                 | [ 229 ] |